# De-industrialisatie
De-industrialisatie is een proces van sociale en economische verandering die wordt veroorzaakt door de verwijdering of vermindering van de industriële capaciteit of activiteit in een land of regio, vooral van de zware industrie of de verwerkende industrie .
Er zijn verschillende interpretaties van wat de-industrialisatie is. Velen associëren de Amerikaanse de-industrialisatie met de massale sluiting van autofabrieken in de nu zogenaamde Rust Belt tussen 1980 en 1990.  De Amerikaanse Federal Reserve verhoogde de rente vanaf 1979 en ging door tot 1984 waardoor de importprijzen daalden. Japan breidde in deze periode de productiviteit snel uit, en dit decimeerde de Amerikaanse werktuigmachinesector. Een tweede golf van de-industrialisatie vond plaats tussen 2001 en 2009, culminerend in de reddingsoperatie van GM en Chrysler door de autofabrikant.
Uit onderzoek is gebleken dat investeringen in patenten in plaats van in nieuwe kapitaalgoederen een bijdragende factor zijn. Op een fundamenteler niveau bieden Cairncross en Lever vier mogelijke definities van de-industrialisatie:
1. Een directe daling op lange termijn van de productie van geproduceerde goederen of van de werkgelegenheid in de productiesector.
2. Een verschuiving van de productiesector naar de dienstensector, zodat de industrie een kleiner aandeel van de totale werkgelegenheid heeft. Een dergelijke verschuiving kan zich zelfs voordoen als de werkgelegenheid in de industrie in absolute termen groeit
3. Dat vervaardigde goederen een steeds kleiner deel van de buitenlandse handel uitmaken, zodat er steeds meer onvermogen bestaat om een voldoende overschot aan export ten opzichte van import te bereiken om een economie in extern evenwicht te houden
4. Een aanhoudend tekort op de handelsbalans (zoals beschreven in de derde definitie hierboven) dat zich ophoopt in de mate dat een land of regio niet in staat is te betalen voor de noodzakelijke invoer om de verdere productie van goederen in stand te houden, waardoor een verdere neerwaartse spiraal van economische achteruitgang wordt geïnitieerd.